# Joana Nin
Joana Nin é uma jornalista e cineasta brasileira.
Formou-se em Jornalismo pela UFSC, em 1994. Foi repórter do SBT e da Rede Globo. Depois de concluir a pós-graduação em Audiovisual pela PUC-PR, em 1998, dedicou-se à pesquisa teórica sobre documentários. É professora da pós-graduação em Cinema Documentário da FGV (no Rio de Janeiro e em São Paulo).
Trabalhou como diretora assistente do longa-metragem Hércules 56 (2007), dirigido por Silvio Da-Rin. Estreou como diretora em 2005, com Visita Íntima, ganhador do festival É Tudo Verdade de 2006 na categoria curta-metragem brasileiro e de diversos outros prêmios, incluindo um Kikito - Prêmio Especial do Júri no Festival de Cinema de Gramado de 2005. Seu primeiro longa, Cativas - Presas pelo coração recebeu menção honrosa do júri do Festival do Rio de 2013

## Filmografia
- 2005 - Visita Íntima (curta)
- 2013 - Cativas - Presas pelo coração (longa-metragem)
- 2013 - À Luz do Dia (curta)
- 2014 - Uma Gôndola para Nova Veneza
- 2018 - Meu Bebê Reborn (telefilme)
- 2018 - Ultra Bebê (telefilme)
- 2020 - Proibido Nascer no Paraíso (longa metragem)

Como produtora:
- 2017 - Praça Paris (produtora executiva)
- 2017 - Os Homens São de Marte... E é pra Lá que Eu Vou (produção executiva)
- 2018 - Auto de Resistência (produção executiva)